# Fansipan
Der Fansipan (vietnamesisch Phan Xi Păng bzw. Phan Si Păng) ist ein Berg im Hoàng-Liên-Sơn-Gebirge. Mit einer Höhe von 3143 m ist er sowohl der höchste Gipfel Vietnams wie auch Indochinas. Er wird daher auch als "Dachgiebel Indochinas" (vietn. Nóc nhà Đông Dương) bezeichnet.
Der Fansipan liegt an der Grenze der Provinzen Lao Cai  und Lai Châu im Nordwesten Vietnams, ca. 10 km von der Stadt Sa Pa entfernt im Nationalpark Hoàng Liên Sơn.

## Wanderung

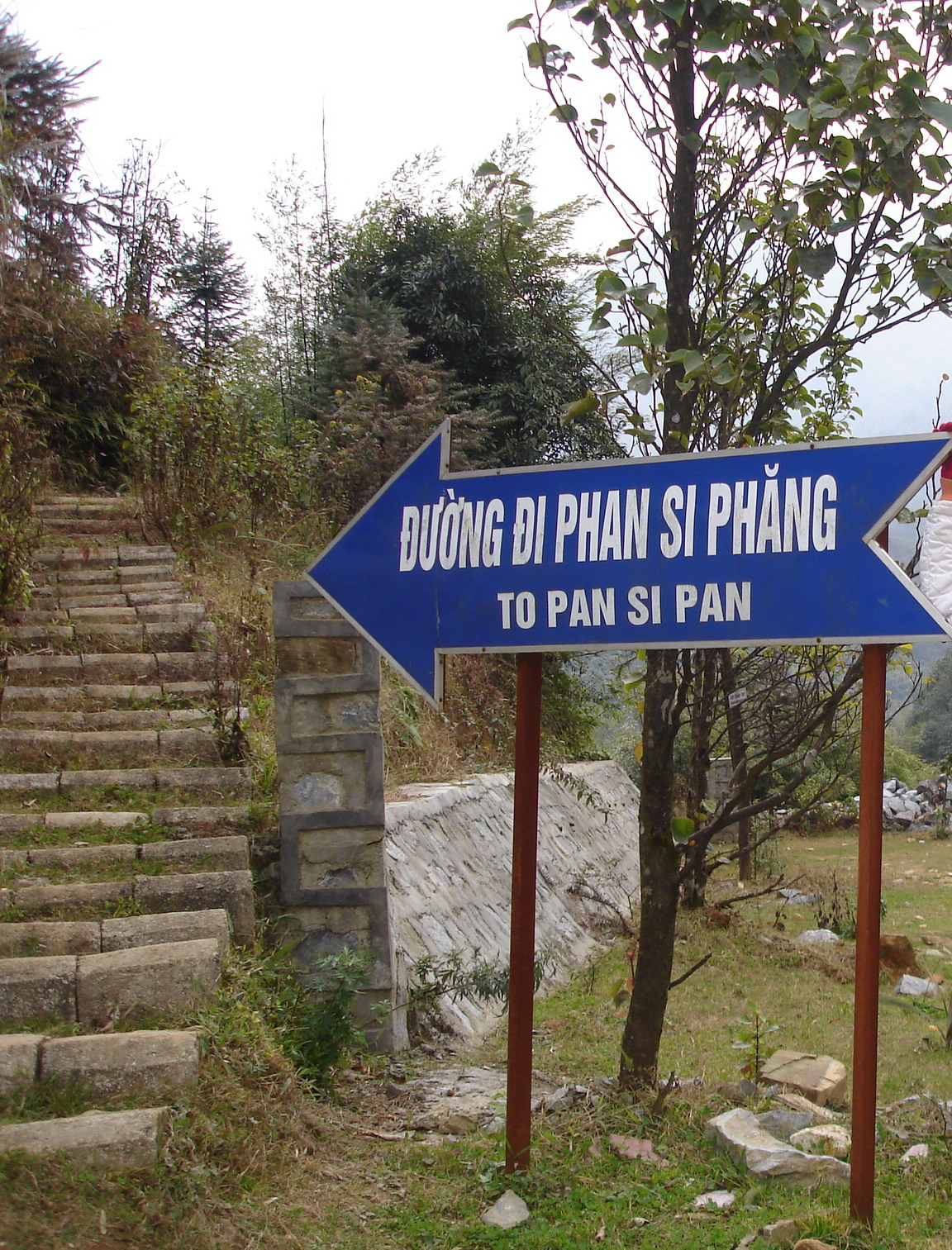
Wegzeichen für Wanderer

Die Besteigung des Fansipan sollte auch wegen des schnell wechselnden Wetters mit u. U. sehr dichtem Nebel nie ohne Führer in Angriff genommen werden und nimmt ein bis drei Tage in Anspruch.

## Seilbahn
Seit Januar 2016 führt eine 6292 m lange 3S-Seilbahn auf den Gipfel des Berges und überwindet dabei einen Höhenunterschied von 1410 m. Die Seilbahnfahrt dauert 15 Minuten und endet auf einem Hochplateau in der Nähe des Gipfels. In einer Stunde und pro Richtung können 2000 Personen befördert werden.